# Upadek Númenoru
Upadek Númenoru (ang. The Fall of Númenor) – zbiór tekstów J.R.R. Tolkiena, wydany pod redakcją Briana Sibleya i poświęconych Drugiej Erze Śródziemia. Pierwsze wydanie pochodzi z 2022 r.; polskie tłumaczenie ukazało się w 2023 r.

## Treść
Angielski pisarz, Brian Sibley, zgromadził w jednej książce wszystkie pisma Tolkiena, dotyczące zdarzeń z Drugiej Ery Śródziemia (takich jak powstanie Numenoru, wykucie Pierścieni Władzy czy zawiązanie Ostatniego Sojuszu). Są one uszeregowane według chronologii z Kroniki lat (dodatku B do Powrotu króla).
Publikacja zawiera także ilustracje autorstwa Alana Lee.

## Polskie tłumaczenie
Polskie wydanie Upadku Númenoru (w tłumaczeniu Pauliny Braiter) ukazało się 14 listopada 2023 r.